# Platylomalus modiglianii
Platylomalus modiglianii är en skalbaggsart som först beskrevs av Schmidt 1897.  Platylomalus modiglianii ingår i släktet Platylomalus och familjen stumpbaggar. Inga underarter finns listade i Catalogue of Life.